# Estoy enamorado (canción de Donato y Estéfano)
«Estoy enamorado» es una canción del dúo estadounidense Donato y Estéfano proveniente de su álbum Mar adentro, publicado en 1995 en el sello Sony Music. La canción, que cierra su álbum, es una balada compuesta por Alfonso Salgado (Estéfano) y Donato Poveda. Tuvo una versión en vivo interpretada por la cantante mexicana Thalía junto a Pedro Capó en 2009, recogida en su álbum Primera fila: Thalía.

## Versión de Thalía
La cantante mexicana Thalía interpretó «Estoy enamorado» a dueto con el cantante puertorriqueño Pedro Capó. Fue extraído de su primer álbum en vivo como el tercer sencillo de manera digital y el 5 de julio de 2010 de manera física. En abril de 2017 llegó a las 100 000 000 reproducciones en YouTube, siendo el séptimo VEVO Certified de la cantante.
Existe una versión en portugués titulada "Estou Apaixonado" a dueto con el cantante brasileño Daniel.

### Listas y ventas
| Listas (2009) | Posiciones |
| ------------- | ---------- |
| !tunes México | 14         |

| Listas (2010)                | Posiciones |
| ---------------------------- | ---------- |
| Chile Top 100                | 40         |
| Mexican Hot Songs            | 1          |
| US Billboard Hot Latin Songs | 28         |
| US Billboard Latin Pop Songs | 6          |
| Top 40 Costa Rica            | 1          |

| País   | Organismo certificador | Certificación    | Ventas certificadas |
| ------ | ---------------------- | ---------------- | ------------------- |
| México | AMPROFON               | Disco de Platino | 60,000              |